# Senjski Rudnik
Senjski Rudnik (cyr. Сењски Рудник) – wieś w Serbii, w okręgu pomorawskim, w gminie Despotovac. W 2011 roku liczyła 438 mieszkańców.